# 臺中市太平區太平國民小學
臺中市太平區太平國民小學（簡稱太平國小）是中華民國臺中市太平區的一所國民小學，也是該區最早成立的市立國民小學。

## 校史

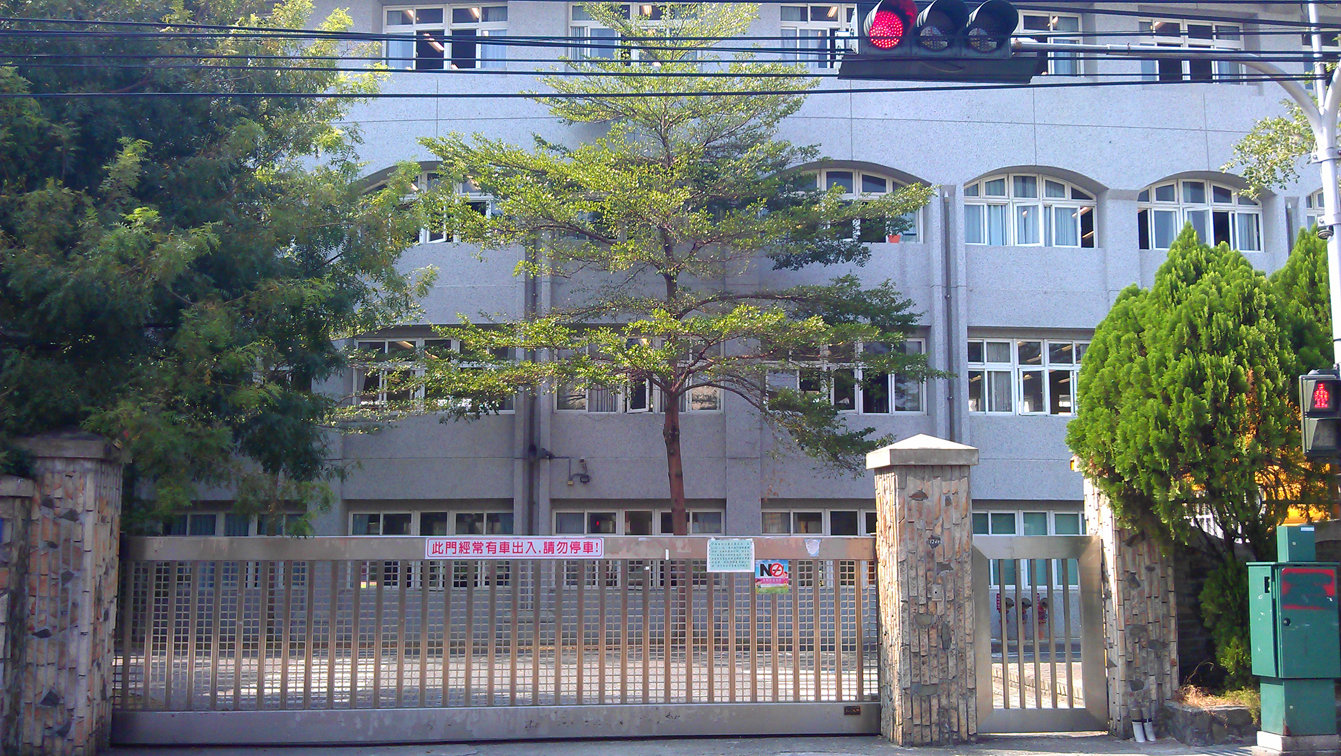
太平國小舊校門

1918年4月1日，成立四年制「太平公學校」。1946年2月，改制為「臺中縣太平國民學校」。1968年8月1日實施九年國民教育，校名改為「臺中縣太平鄉太平國民小學」。1996年隨太平鄉升格為太平市而改校名為「臺中縣太平市太平國民小學」。1999年因921地震，校園遭受嚴重損毀，2000年8月1日遷移到太平市立停車場搭建的臨時教室上課，2001年10月27日，新校舍落成啟用。2010年12月25日，因臺中縣市合併改制，校名改為「臺中市太平區太平國民小學」

## 歷任校長
1. 林金城：1945年12月－1948年13月
2. 蔡萬河：1948年10月－1951年3月
3. 聞作羲：1951年3月－1951年9月
4. 陳銀宗：1951年9月－1961年9月
5. 楊金拔：1961年9月－1965年8月
6. 王克虎：1965年8月－1970年10月
7. 林標烈：1970年10月－1975年4月
8. 徐華生：1975年4月－1979年8月
9. 江國藩：1979年8月－1988年9月
10. 王克虎：1988年9月－1991年8月
11. 王鴻鵬：1991年8月－1996年2月
12. 宋天賜：1996年2月－2002年3月
13. 康進來：2002年3月－2007年2月
14. 蕭國倉：2007年2月－2013年7月
15. 吳嘉賢：2013年8月－2017年6月
16. 湯正茂：2017年9月－2023年7月
17. 趙秋英：2023年8月－現任[1]

## 學區
- 太平里、中興里、中政里。
- 中平里9-21鄰。
- 永平里5鄰、9-19鄰。